# 森田このみ
森田 このみ（もりた このみ、1985年4月16日 - ）は、日本の女優。東京都出身。ハーモニック所属。

## 人物
- 祖父は、高円寺の葵新連連長である森田昇栄。
- 日本芸術高等学園卒業[1]。
- 現在は女優として活動している傍ら、女踊りで活躍中である。

## 出演作品

### テレビドラマ
- 3年B組金八先生（TBS） - 木村美紀 役
  - 第6シリーズ（2001年 - 2002年）
  - 第7シリーズ第4話「金八遂に大激怒!」、第5話「踊れ魂のソーラン」、第11話「鶴本直・決断の旅立ち」（2004年 - 2005年）
  - 3年B組金八先生ファイナル〜「最後の贈る言葉」（2011年）
- TBS50周年記念ドラマ

広島　昭和20年8月6日（2005年） - 森田美紀子　役
- 花より男子2（2007年）
- ロト6で3億2千万円当てた男（2008年） - 横山由香里 役
- 未来世紀シェイクスピア（2009年） - つかさ 役
- リバース（2017年）
- 西郷どん（2018年）-家人役
- グッドワイフ （2018年）１話  3話  山本麻美役

### 映画
- 下妻物語
- 地球でたったふたり
- キトキト!
- 修羅の荒野3 迷い道
- 凍える鏡（2008年）
- みたまを継ぐもの（2008年）
- 美人が婚活してみたら（2019年）
- 僕のなかのブラウニー（2025年）[3]

### 舞台
- Funk-a StepII
- ハイスクールRevolution〜愛と勇気の旅立ち〜（2000年）
- ハローグッバイ
- 「見えない扉」（2004年）
- 絶対王様「宇宙人の新撰組」（ミュージカル風）」（2006年3月）
- 突然Mのごとく（2006年）
- 「GO,JET!GO!GO!ZERO」（2010年12月）
- 「十二人の怒れる人々」（2011年2月）
- 「GO,JET!GO!GO1」（2011年4月）
- 「飯田家の最期」（2011年6月）
- ミュージカル「GO,JET!GO!GO! CARNIVAL」（2011年12月）
- 「GO,JET!GO!GO」（2012年3月）
- A☆ct Stage Vol.1「桃太郎外伝〜ライズアップヒーロー!〜」（2012年5月） - モモ組：式神あずみ 役[4] 役
- 「GO,JET!GO!GO!Vol.5〜涙のドライマティーニ ガールズにライバル出現!?〜（2012年7月）
- 「プレイス」（2012年9月）